# Milano-Sanremo 1979
La Milano-Sanremo 1979, settantesima edizione della corsa, fu disputata il 17 marzo 1979, su un percorso di 288 km. Fu vinta dal belga Roger De Vlaeminck, giunto al traguardo con il tempo di 7h05'44" alla media di 40,589 km/h, precedendo nella volata conclusiva l'italiano Giuseppe Saronni e il norvegese Knut Knudsen.
Presero il via da Milano 264 ciclisti, 154 di essi portarono a termine la gara.

## Resoconto degli eventi
Dopo la partenza da Milano, la corsa entra nel vivo nei pressi della cittadina di Binasco, dove prende il largo un gruppo di 12 corridori, che arriva ad accumulare fino a 8' di vantaggio, il gruppetto, inizia però a disgregarsi, fino a restare in 3, e venire ripresi dal gruppo. Sul Poggio attacca l'olandese Jan Raas, che trascina con sé i belgi Vandenbroucke, Reiner e Willems, ma Moser riporta il gruppo sui fuggitivi, seguiranno gli attacchi di Saronni e ancora una volta di Raas. L'azione decisiva è quella dell'ultimo chilometro quando Mario Beccia tenta di anticipare la volata, ma il suo tentativo si spegne a 50 m dal traguardo, quando viene raggiunto e sorpassato, lo sprint finale se l'aggiudica per la terza volta, la seconda consecutiva, il belga Roger De Vlaeminck.

## Ordine d'arrivo (Top 10)
| Pos. | Corridore           | Squadra    | Tempo    |
| ---- | ------------------- | ---------- | -------- |
| 1    | Roger De Vlaeminck  | Gis Gelati | 7h05'44" |
| 2    | Giuseppe Saronni    | Scic       | s.t.     |
| 3    | Knut Knudsen        | Bianchi    | s.t.     |
| 4    | Francesco Moser     | Sanson     | s.t.     |
| 5    | Giuseppe Martinelli | S. Giacomo | s.t.     |
| 6    | Luciano Borgognoni  | CBM Fast   | s.t.     |
| 7    | Bernard Hinault     | Renault    | s.t.     |
| 8    | Daniel Willems      | Ijsboerke  | s.t.     |
| 9    | Giovanni Mantovani  | Inoxpran   | s.t.     |
| 10   | Mario Beccia        | Mecap      | s.t.     |